# Carex glaucodea
Carex glaucodea är en halvgräsart som beskrevs av Edward Tuckerman och Stephen Thayer Olney. Carex glaucodea ingår i släktet starrar, och familjen halvgräs. Inga underarter finns listade i Catalogue of Life.

## Bildgalleri

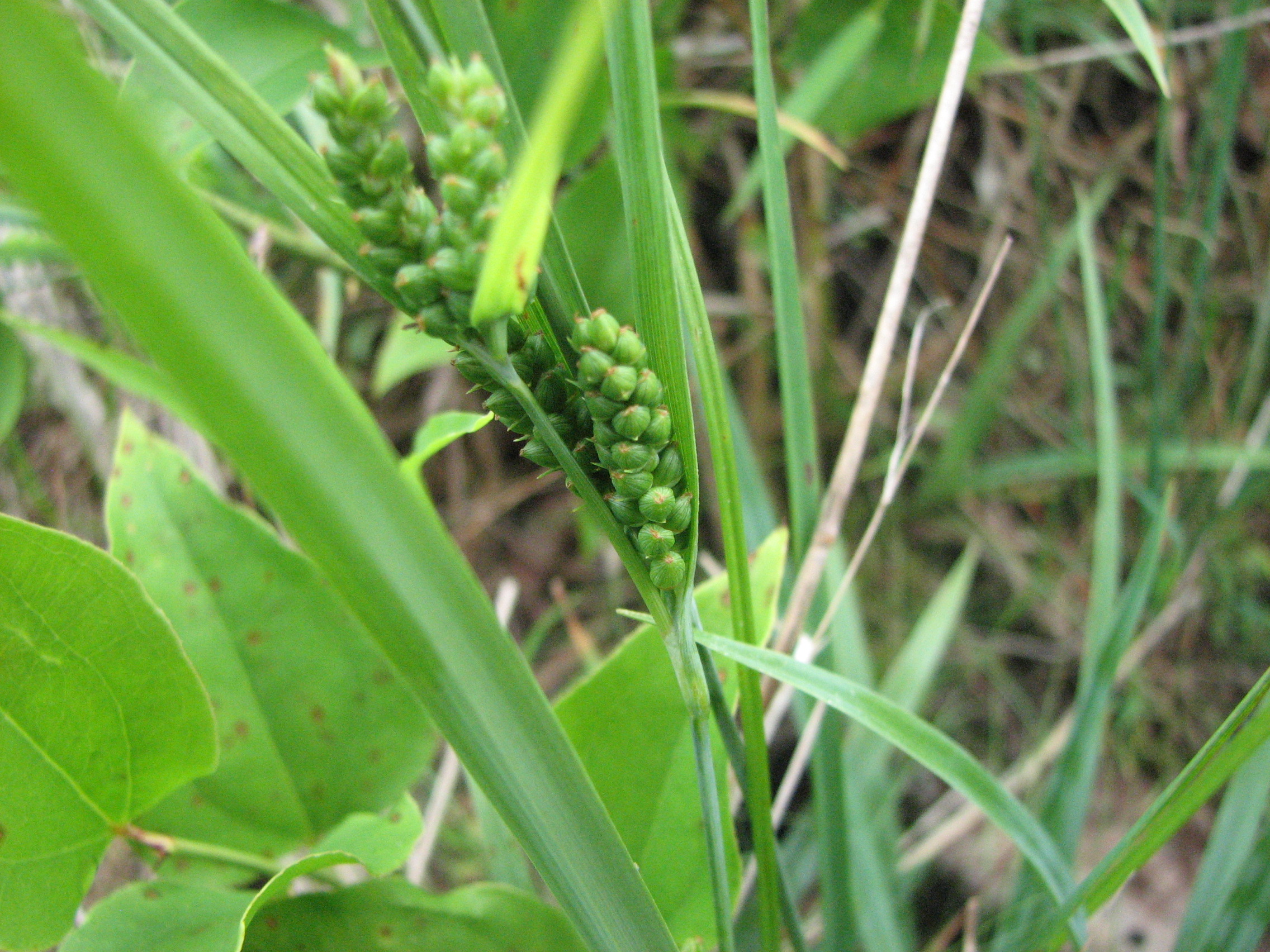
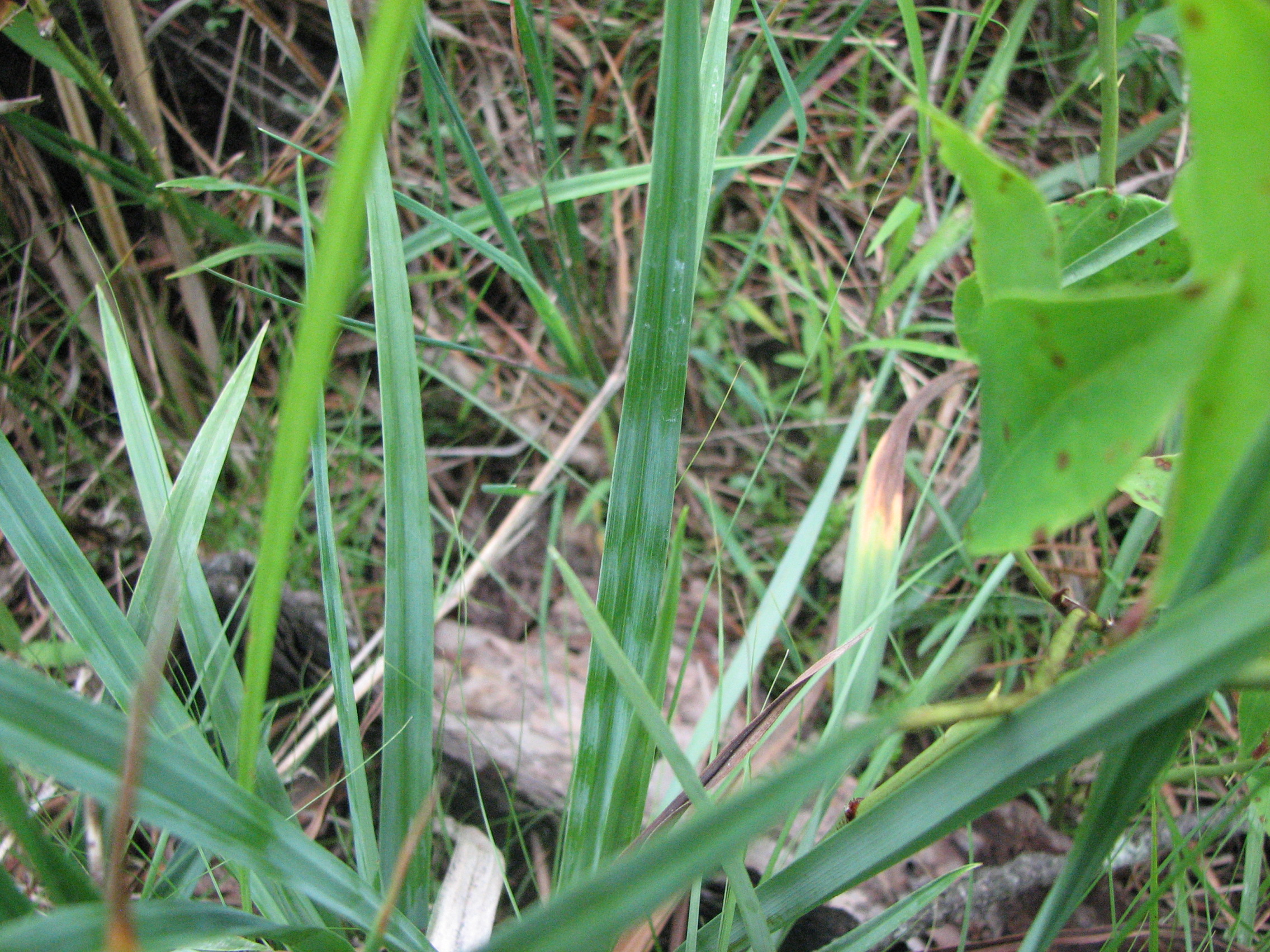